# Xenodon werneri
Xenodon werneri is een slang uit de familie toornslangachtigen (Colubridae) en de onderfamilie Dipsadinae.

## Naam en indeling
De wetenschappelijke naam van de soort werd voor het eerst voorgesteld door Josef Eiselt in 1963. De soortaanduiding werneri is een eerbetoon aan de Oostenrijkse zoöloog Franz Werner (1867-1939). Werner had de soort Procteria viridis in 1924 beschreven, maar deze naam bestond al en had betrekking op Xenodon viridis. Deze soort is nu een synoniem van Macropisthodon plumbicolor en Eiselt hernoemde het dier naar Xenodon werneri.

## Verspreiding en habitat
Xenodon werneri komt voor in delen van Zuid-Amerika en leeft in de landen Brazilië en Frans-Guyana. De habitat bestaat uit vochtige tropische en subtropische laaglandbossen en draslanden. De soort is aangetroffen op een hoogte van ongeveer 200 meter boven zeeniveau.

## Beschermingsstatus
Door de internationale natuurbeschermingsorganisatie IUCN is de beschermingsstatus 'veilig' toegewezen (Least Concern of LC).